# 國家史蹟名錄
《國家史蹟名錄》（英語：National Register of Historic Places, NRHP）是美國聯邦政府認為值得保護的建築財產的官方列表，於1966年設立。首個收錄的建築物是位於羅得島州的斯萊特工廠（Slater Mill）。

## 歷史
《1966年國家歷史保護法案》於1966年10月5日生效，《國家史蹟名錄》和州歷史保護辦工室（State Historic Preservation Office）隨之而成立。

## 資格
列入《國家史蹟名錄》的建築物需要至少符合以下四個條件其一：
- 第一，「事」條件。該建築物要對美國歷史有廣泛貢獻。
- 第二，「人」條件。該建築物與美國重要人物相關。
- 第三，「設計和構造」條件。該建築物有與眾不同的建築特色，或是著名建築家的作品。
- 第四，「資訊潛質」條件。該建築物能夠或將會提供重大歷史資訊。

## 類型
《國家史蹟名錄》收錄的建築財產（英語：property）分為五類：
- 一，室內活動場所（英語：Building）：目的是讓人在裡面活動。如房子、谷倉、酒店、教堂。
- 二，非室內活動場所（英語：Structure）：目的並非讓人在裡面活動。如：飛機、穀倉升降機、橋、眺望台等。
- 三，物件（英語：Object）：體積比前兩項小。如：紀念碑、雕塑、噴泉等。
- 四，遺址（英語：Site）：重大事件發生之地。仍健在、遭毀壞、已消失的建築亦可算作遺址。如：戰場、營地、會議室等。
- 五，歷史地區（英語：Historic district）：以上四類聚集包含在同一個地方，而且各件互有闗連。

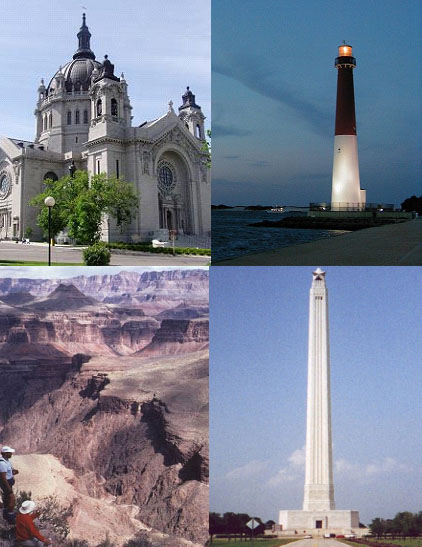
由左上角順時針數，分別是類型一、二、三、四的例子。

## 圖集

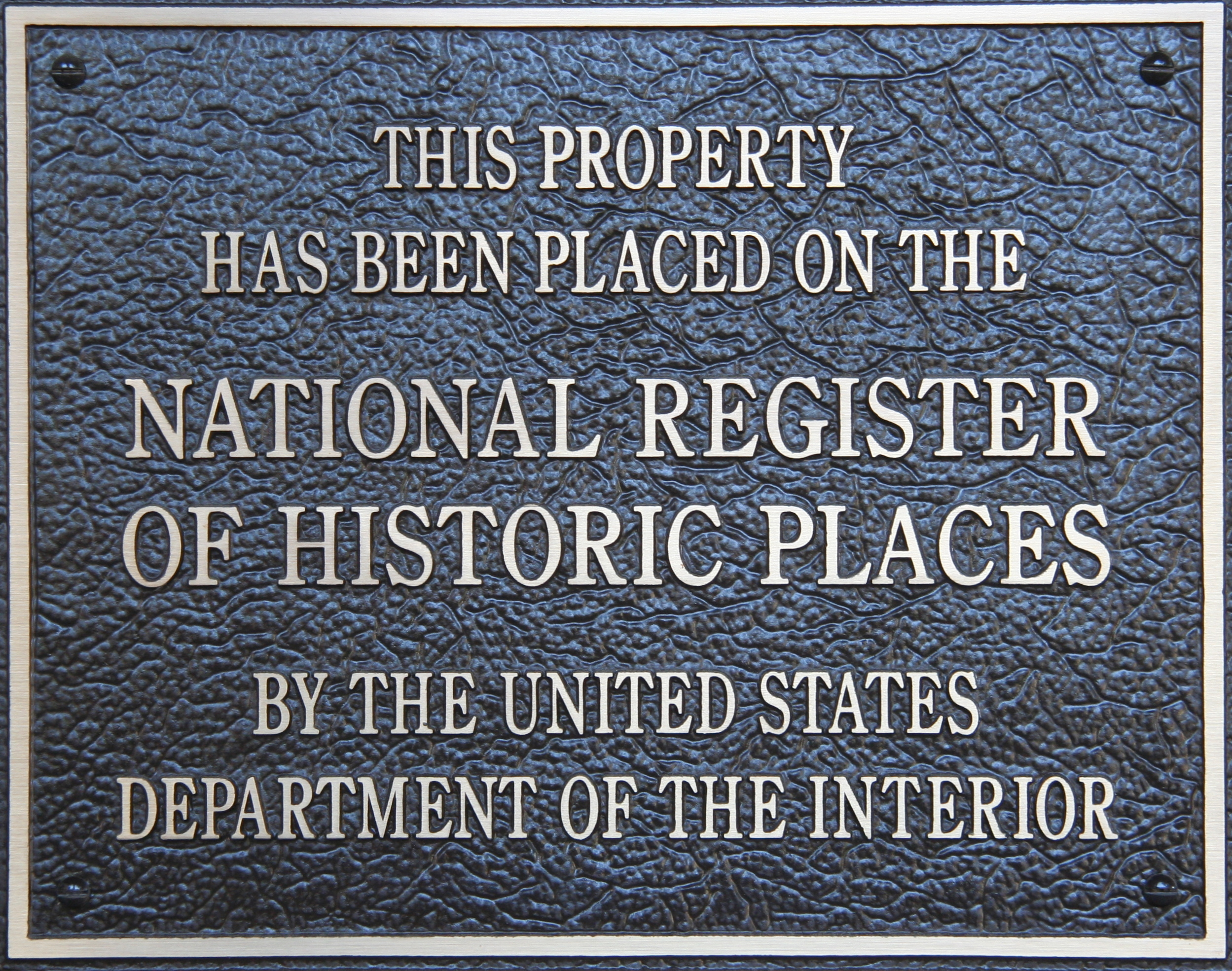
註明「此為史蹟」的銘牌
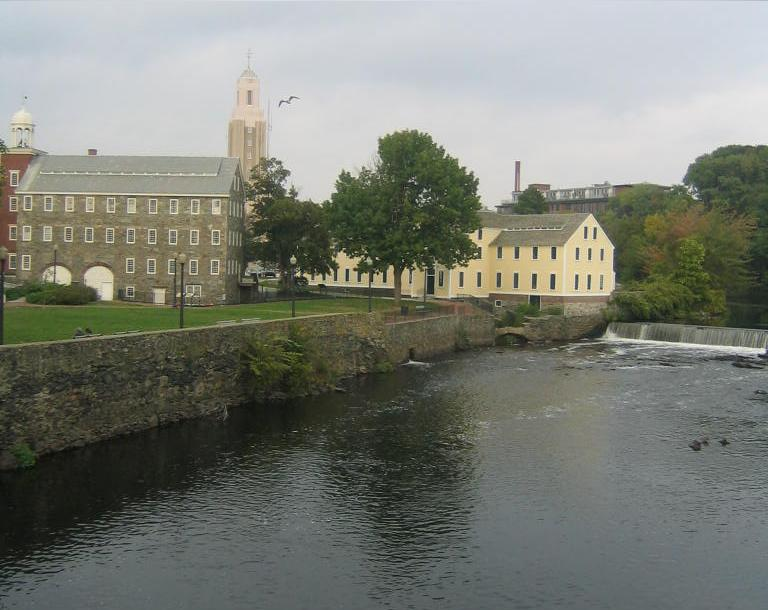
首個收錄的建築物——斯萊特工廠（英语：Slater Mill Historic Site）

## 外部連結
- （英文）官方網站（页面存档备份，存于）